# 孔德罗

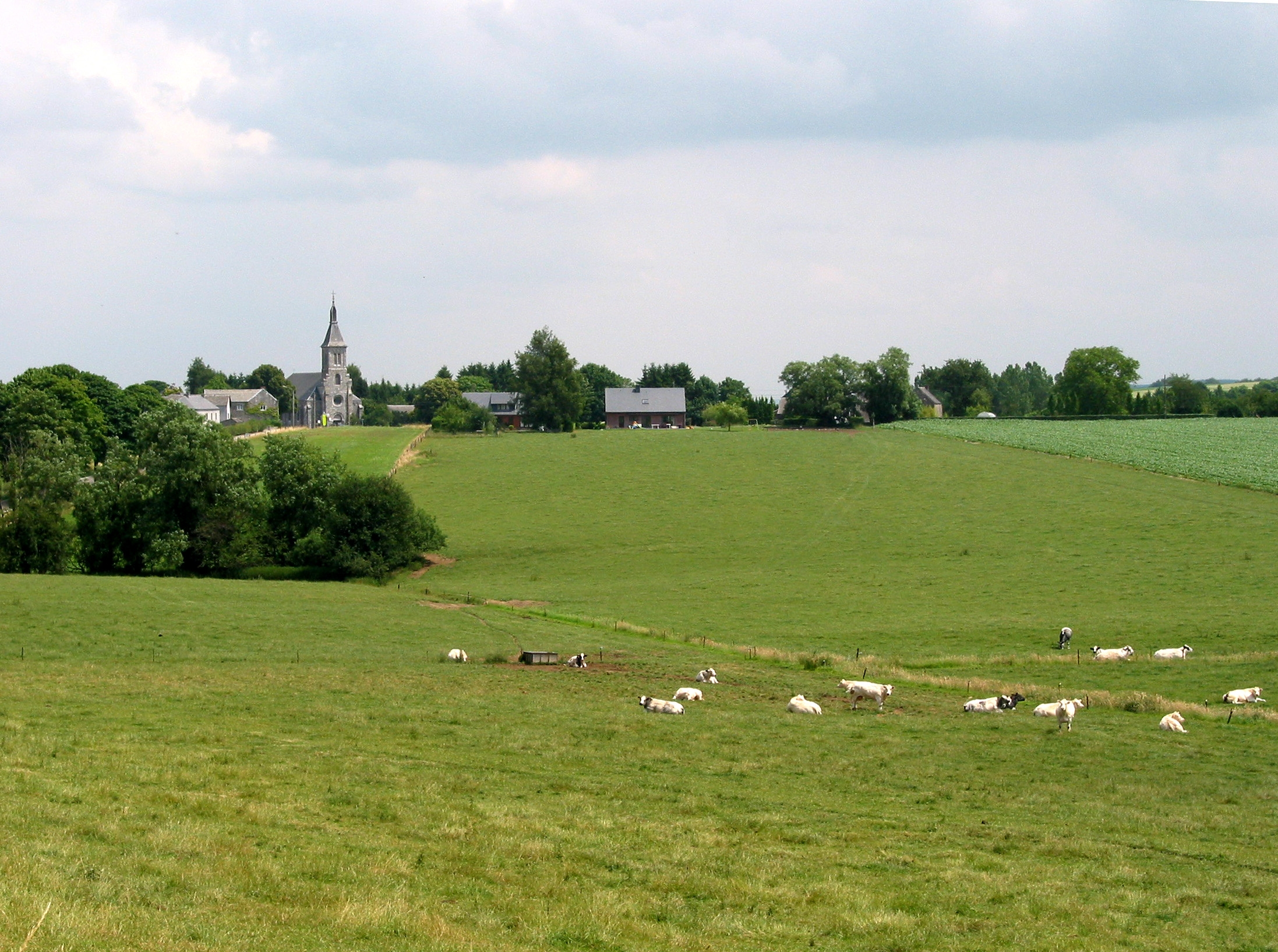
孔德罗风景

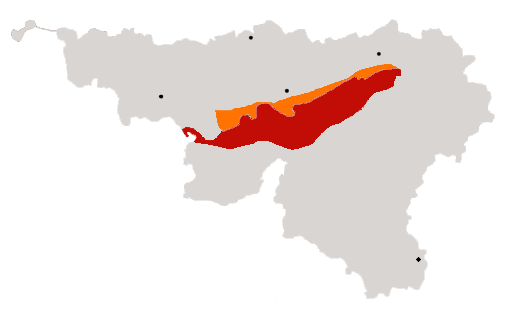
红色为孔德罗地区，橙色为阿登孔德罗（Condroz ardennais）地区

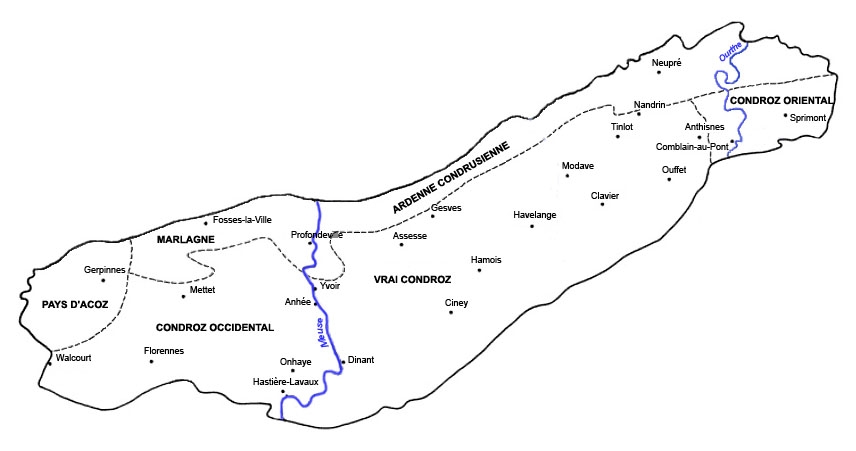
孔德罗的次区域

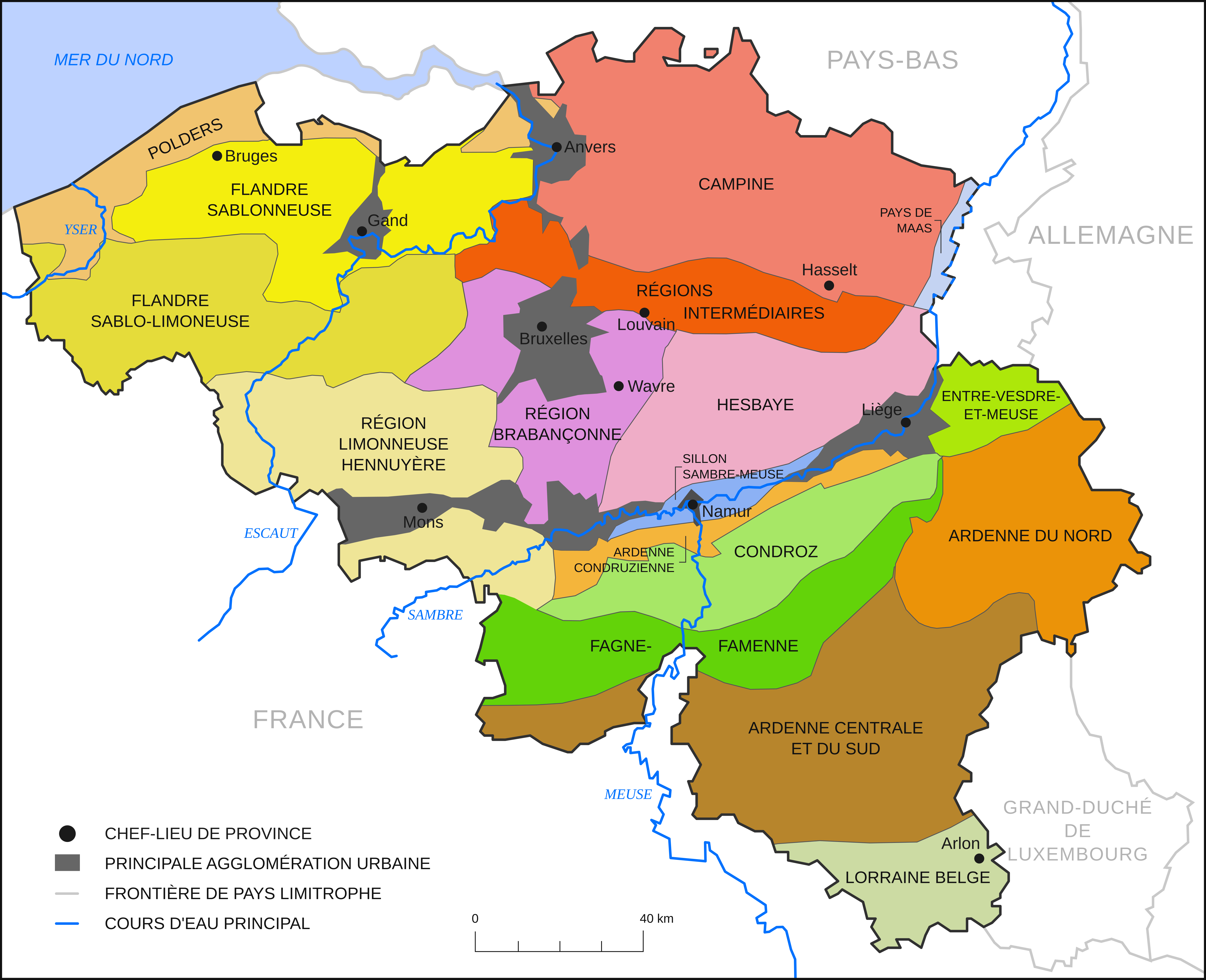
比利时自然区域

孔德罗（法語發音：[kɔ̃dʁo]）是比利时瓦隆尼亚的一个自然区域，位于阿登地区的西北部，非官方首府为锡内。